# Высокоскоростное газопламенное напыление

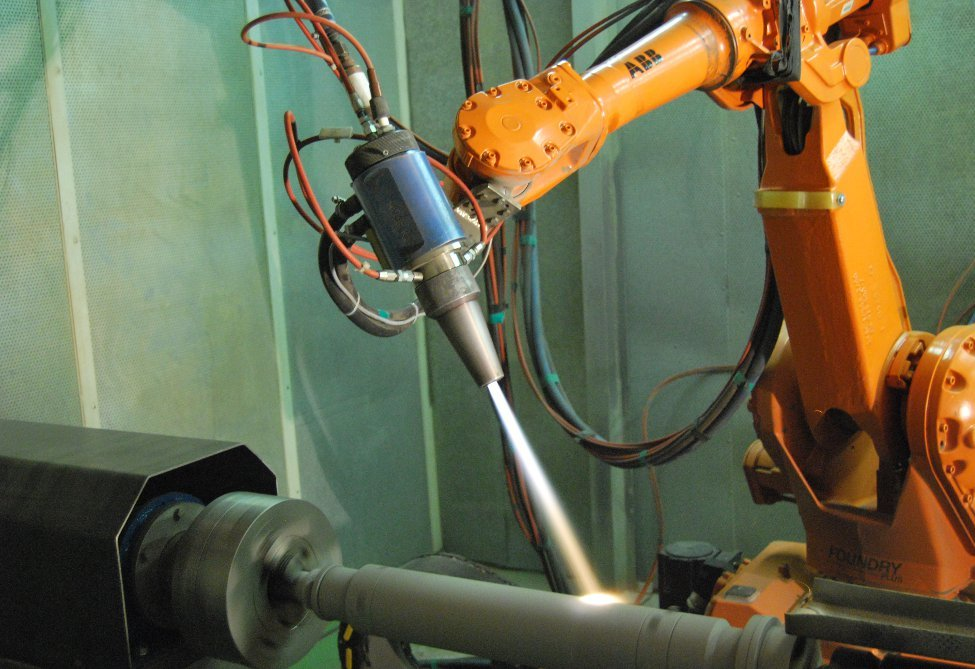
Высокоскоростное напыление антикоррозионного покрытия

Высокоскоростно́е (сверхзвуково́е) газопла́менное напыле́ние — одна из технологий  газотермического напыления защитных покрытий, при которой порошковый материал наносится на подложку на высокой (обычно более 5 скоростей звука) скорости.

## История
Процесс высокоскоростного газопламенного напыления HVOF был изобретён в 1958 в компании Union Carbide (ныне куплена Praxair Surface Technologies, inc), но впервые был применён только в 1980-х годах, после того, как James Browning изобрёл установку для высокоскоростного напыления. Лицензии на установку были переданы Cabot Corporation, затем компании Deloro Stellite, чья JetKote стала первой распространённой установкой. Вслед за этим многие компании предложили собственные версии установок: DiamondJet от Sulzer Metco, JP-5000 от TAFA (куплена Praxair), K2 от GTV, что способствовало быстрому распространению технологии.
В 1992 Browning запатентовал также метод HVAF, как более дешёвую альтернативу HVOF.

## Технология
Системы высокоскоростного газопламенного напыления делятся по типу оборудования на системы керосин-кислород (HVOF, High Velocity Oxygen Fuel) и системы пропан-воздух (HVAF, High Velocity Air Fuel).
С помощью высокоскоростного напыления наносятся покрытия из различных карбидов, хрома, никель- кобальт- и железо-базированных порошков, MeCrAlY.
Важным преимуществом технологии является формирование в получаемых покрытиях напряжений растяжения, что позволяет получать более толстые покрытия, чем при других технологиях напыления.

## Применение
Ввиду высокой скорости потока газа и расплавленного металла покрытия присутствует очень сильная отдача, что практически полностью исключает возможность ручного нанесения покрытий. Для получения однородного слоя равномерной толщины в промышленности при нанесении покрытия высокоскоростным методом используются специальные роботизированные или механизированные установки.
Технология широко применяется для создания твердосплавных покрытий как экологически чистая и более гибкая замена  гальванического хромирования, химико-термической обработки для защиты от коррозии и износа плунжеров, штоков компрессоров и запорной арматуры, шиберов, каландровых валов, деталей бурового и нефтедобывающего оборудования, авиационной техники. Технология также применяется для создания подслоя  при создании термобарьерных покрытий деталей газотурбинных двигателей.
Типичные материалы, применяемые при напылении — карбиды, MCrAlY, сплавы никеля и железа.